# István Abonyi
István Abonyi (20. srpna 1886, Budapešť – 5. června 1942 tamtéž) byl maďarský šachový mistr a vynálezce tzv. budapešťského gambitu. V roce 1924 v Paříži patřil mezi zakladatele Mezinárodní šachové federace. Věnoval se i korespondenčnímu šachu, mezi roky 1935–1939 byl předsedou Mezinárodní federace korespondenčního šachu.